# Sign'Maths
Sign'Maths est un groupe action-recherche de l'IRES de l'université Toulouse-III sur l’enseignement des mathématiques en langue des signes française (LSF). Issu du travail commencé dès 2012 par un premier groupe de travail toulousain sur l’enseignement des mathématiques en LSF, il est né en 2016 de la rencontre d'Emily Burgunder, maîtresse de conférence à l'Université Toulouse III et de Sophy Nattes, enseignante de mathématiques en LSF dans les classes bilingues du lycée Bellevue de Toulouse et du collège André-Malraux de Ramonville-Saint-Agne, entendante signante. Il est composé de sourds et d'entendants, d’enseignants de mathématiques et de LSF, travaillant pour la plupart en structure bilingue, et d’étudiants.
Ce projet collectif de développement d'outils pour l'apprentissage des mathématiques par les élèves sourds utilisant la langue de signes a obtenu le prix Jacqueline-Ferrand 2022 de la Société mathématique de France,.
Un de ses membres depuis 2016, le docteur en mathématiques et professeur agrégé sourd Roméo Hatchi, présente la rare particularité d'enseigner les mathématiques en LSF à des classes d'élèves entendants dans le secondaire et le supérieur, notamment au lycée Lamartine à Paris,.